# 1958–1959-es magyar jégkorongbajnokság
A 22. első osztályú jégkorongbajnokságban öt csapat indult el. A mérkőzéseket 1958. december 13. és 1959. február 25. között rendezték meg a Millenárison.
A bajnokság rendkívül izgalmasan alakult és minden idők legszorosabb eredményét hozta a magyar bajnoki címért. Az utolsó mérkőzés előtt, a körbeveréseknek köszönhetően három csapat állt 10 ponttal. A záró összecsapáson az Újpest győzelmével megvédhette volna bajnoki elsőségét. De a BVSC 4-3-as győzelmével megakadályozta ezt, és végül négy csapat azonos pontszámmal végzett. Az akkori szabályok szerint a csapatok újabb kört lebonyolítva döntötték el a bajnokság sorsát.
A rájátszásban ismét az utolsó mérkőzés döntött. A befejező forduló előtt minden gárda 2-2 ponttal állt. A Ferencváros és a BVSC csapatai 1-1-es döntetlennel végeztek egymás ellen. A záró Vörös Meteor-Újpesti Dózsa összecsapás győztese a bajnoki cím birtokosa lehetett. A mérkőzés az utolsó percekben is 2-2-es döntetlenre állt, ekkor Pásztor György, a Vörös Meteor játékosa néhány másodperccel a végső dudaszó előtt megszerezte a győztes, egyben bajnokságot jelentő gólt.

## OB I. 1958–1959
|    | Csapat       | M | GY | D | V | GK    | Pont |
| -- | ------------ | - | -- | - | - | ----- | ---- |
| 1. | Újpest       | 8 | 5  | 0 | 3 | 56–25 | 10   |
| 2. | Ferencváros  | 8 | 5  | 0 | 3 | 35–21 | 10   |
| 3. | Vörös Meteor | 8 | 5  | 0 | 3 | 33–25 | 10   |
| 4. | BVSC         | 8 | 5  | 0 | 3 | 37–29 | 10   |
| 5. | Bp. Építők   | 8 | 0  | 0 | 8 | 15–76 | 0    |

## OB I. Rájátszás 1958–1959
|    | Csapat        | M | GY | D | V | GK    | Pont |
| -- | ------------- | - | -- | - | - | ----- | ---- |
| 1. | Vörös Meteor  | 3 | 2  | 0 | 1 | 10–10 | 4    |
| 2. | Ferencváros   | 3 | 1  | 1 | 1 | 9–9   | 3    |
| 3. | BVSC          | 3 | 1  | 1 | 1 | 6–8   | 3    |
| 4. | Újpesti Dózsa | 3 | 1  | 0 | 2 | 10–8  | 2    |

## A Vörös Meteor bajnokcsapata
Benedek Gábor, Egri János, Havas Róbert, Kenderesi Balázs, Kun György, Losonczi György, Madarasi Péter, Martinuzzi Béla, Patócs Antal, Patócs Péter, Pásztor György, Siba Ferenc, Tichy Lajos, Újfalussy Ervin, Varga József , Visi, Ziegler
Edző:  id. Czerva László